# 律實動物園

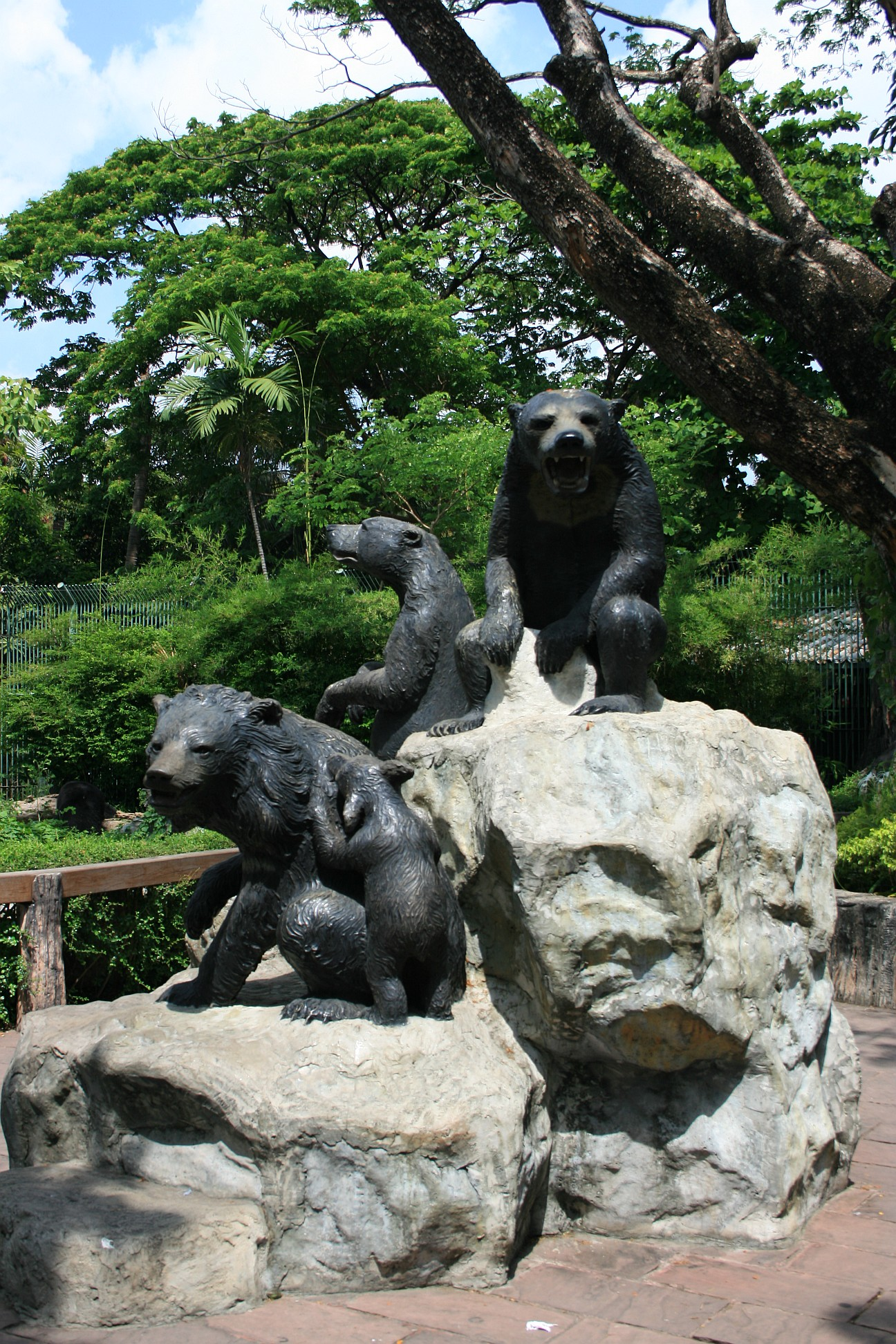
律實動物園裡的熊雕像

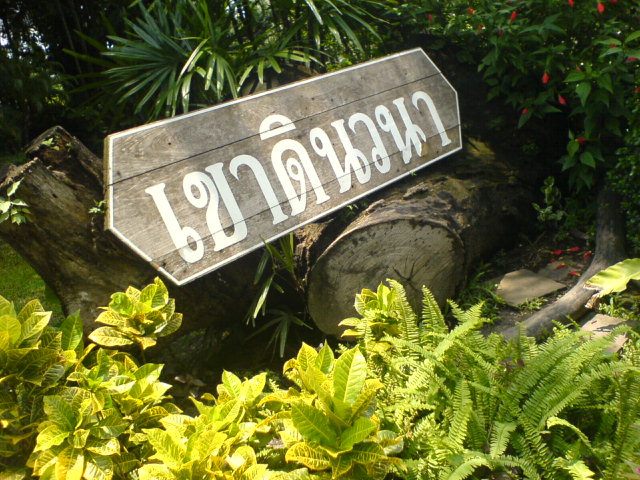
律實動物園裡的路牌

律實動物園(英文：Dusit Zoo)位於泰國的首都曼谷的律實縣之拍喃五路的動物園。毗鄰舊的國會大廈，原來是暹羅君主拉瑪五世的御用鹿苑，供養梅花鹿，其後世界各國相繼進貢珍禽異獸，使它成為泰國著名的動物園。它是一個綠化園林，種植許多有花灌木及可供划艇的池塘。這裡的白象懂得向觀光旅客行禮討食；長臂猿亦時刻盯著觀光旅客手裡的冰棍。

## 開放時間
每天上午8:00至晚上6:00

## 门票
- 泰幣：30銖。

## 公共交通
- 公共汽車：2、18、28、70、110。

## 外部連結
- 律實動物園的官方網站 （页面存档备份，存于）

13°46′21″N 100°30′59″E / 13.77250°N 100.51639°E